# Daniel Libeskind
Daniel Libeskind (* 12. květen 1946) je americký architekt židovského původu.

## Biografie
Narodil se v polském městě Lódž v židovské rodině. V roce 1965 se stal občanem Spojených států amerických. V tomto roce také úspěšně dostudoval střední školu v Bronxu a odjel studovat hru na harmoniku a klavír do Izraele. Až později se rozhodl pro dráhu architekta, v letech 1965–1970 na The Cooper Union for the Advancement of Science and Art v New Yorku. Dále studoval v letech 1970–1972 postgraduální studium oboru dějiny a teorie architektury na univerzitě v Essexu. Od roku 1989 žil v Berlíně s manželkou a třemi dětmi. Poté, co v únoru 2003 zvítězil v soutěži na novostavbu World Trade Center, přesídlil se svým studiem do New Yorku.
Působil a působí jako hostující profesor na celé řadě univerzit .
V roce 1991 vystavoval v Praze v Galerii Jaroslava Fragnera své berlínské projekty. Součástí zahájení byla i autorova přednáška.

## Dílo
- City Edge – první cena v soutěži I.B.A. v roce 1987. Nerealizováno.[4]
- Židovské muzeum v Berlíně, (1989-99)
- Imperial War Museum, Manchester
- Memory Foundations (Základy paměti) – vítězný projekt na nové budovy v oblasti budov Světového obchodního centra v New Yorku, obsahuje i plány na 541 metrů vysokou Freedom Tower (Věž svobody). To je 1776 stop což symbolizuje rok vyhlášení nezávislosti.